# Skathi (vệ tinh)
Skathi /ˈskɑːði/ còn có tên là Saturn XXVII, ban đầu có tên gọi là Skadi, là một vệ tinh tự nhiên của Sao Thổ. Skathi là một trong những vệ tinh dị hình của Sao Thổ, trong nhóm vệ tinh Bắc Âu của nó. Vệ tinh này được phát hiện vào ngày 23 tháng 9 năm 2000 bởi một nhóm các nhà thiên văn học do Brett Gladman dẫn đầu. Khi được phát hiện vào ngày 23 tháng 9 năm 2000 bởi một nhóm các nhà khoa học và được đặt theo tên của Skaði, một nhân vật trong thần thoại Bắc Âu, như một phần của nỗ lực nhằm đa dạng hóa tên gọi của các đối tượng thiên văn chủ yếu là tiếng Hy Lạp và La Mã.
Skathi chỉ mất hơn 725 ngày để hoàn thành một quỹ đạo của Sao Thổ và ước tính mất 111 ± 002 giờ để quay trên trục của nó. Vệ tinh này quay quanh sao Thổ ở khoảng cách lớn hơn nhiều vệ tinh khác của hành tinh, với độ nghiêng quỹ đạo lớn và độ lệch tâm, và nó di chuyển theo hướng thụt lùi. Không có nhiều thông tin về Skathi, bởi vì nó quá mờ. Khác với các quan sát trên Trái đất, mặt trăng của Sao Thổ này chỉ được quan sát bởi tàu thăm dò Cassini và thậm chí những phép đo đó chỉ được thực hiện ở khoảng cách gần 9,7 triệu kilômét (6 triệu dặm).
Nguồn gốc của Skathi vẫn còn là một câu hỏi bỏ ngỏ. Một khả năng là ban đầu vệ tinh này là một tiểu hành tinh hình thành ở nơi khác và bị lực hấp dẫn của Sao Thổ bắt giữ khi nó bay qua hành tinh. Một khả năng khác là nó ban đầu là một phần của một trong các mặt trăng của Sao Thổ, như Phoebe, nó tách ra trong một vụ va chạm và trở thành một vệ tinh độc lập.Thành phần vật lý của vệ tinh này vẫn chưa được xác định, nhưng được biết nó có chiều ngang khoảng 8 kilômét (5 mi) và có hình dạng bất thường

## Khám phá

Một hình ảnh động của ba hình ảnh lần đầu tiên mô tả Skathi, được chụp vào ngày 23 tháng 9 năm 2000.

Skathi được phát hiện vào ngày 23 tháng 9 năm 2000, bởi Brett J. Gladman, John J. Kavelaars, Jean-Marc Petit, Hans Scholl, Matthew J. Holman, Brian G. Marsden, Phil Nicholson và Joseph A. Burns. Nhóm nghiên cứu đã sử dụng hình ảnh được chụp bởi Kính viễn vọng Canada-Pháp-Hawaii tại Đài thiên văn Mauna Kea. Họ tuyên bố phát hiện ra Skathi vào ngày 7 tháng 12 năm 2000, cùng với bảy vệ tinh khác của Sao Thổ được công bố cùng ngày: Siarnaq, Tarvos, Ijiraq, Thrymr, Mundilfari, Erriapus, and Suttungr.
Lúc đầu, Skathi được đặt tên tạm thời là "S/2000 S 8": chữ "S" đầu tiên biểu thị rằng nó là một vệ tinh (trái ngược với một vòng hành tinh), "2000" chỉ định rằng mặt trăng này được phát hiện vào năm 2000, chữ "S" thứ hai được gán vì nó quay quanh Sao Thổ và số 8 có nghĩa là nó là vật thể thứ tám như vậy được phát hiện trong năm đó.
Tên của Skathi được chọn đặc biệt để đa dạng hóa nguồn gốc của tên được đặt cho các vật thể thiên văn. Hầu hết các tên tiếng Anh cho các hành tinh có nguồn gốc từ tên La Mã cho các hành tinh, và các nhà khoa học đã đặt tên cho vệ tinh có xu hướng theo mô hình này. Với bối cảnh này, nhà sử học Jürgen Blunck đã viết rằng Kavelaars "đã cố gắng giúp danh pháp thiên văn tìm đường ra khỏi lối mòn Greco-Romano-Renaissance", cố gắng gán tên cho các vệ tinh mới được phát hiện "vừa đa văn hóa vừa là người Canada.".Đối với Skathi, ông đã chọn một cái tên từ thần thoại Bắc Âu, trong đó Skadi là một nữ đại gia đã đi đến Asgard để trả thù cho cái chết của cha cô. Một số vệ tinh khác của Sao Thổ (Ijiraq, Kiviuq, Paaliaq, Siarnaq và Tarqeq) đã được đặt tên từ thần thoại inuit.
Khi tên của mặt trăng được công bố vào năm 2003, nó được đặt tên là "Skadi", sử dụng ⟨d⟩ như một bắt chước đồ họa của chữ cái Iceland ⟨ð⟩ (eth).  Năm 2005, Nhóm công tác của IAU về danh pháp hệ hành tinh thay vào đó đã quyết định sử dụng phiên âm⟨th⟩.
Khi Skathi được đặt tên vĩnh viễn, nó cũng được gán tên số La Mã là Saturn XXVII.

## Chuyển động

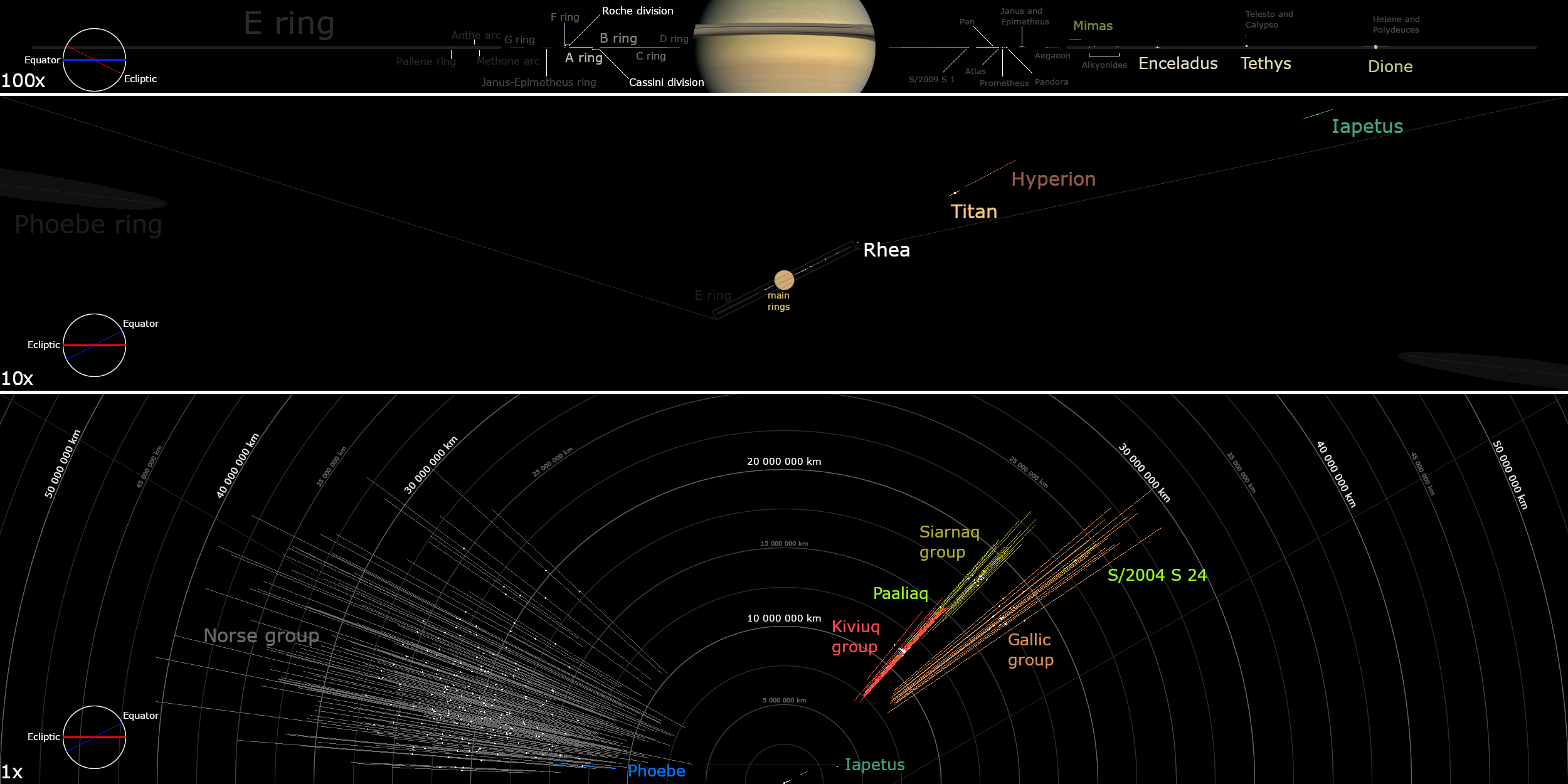
Một sơ đồ các mặt trăng của Sao Thổ, với vị trí của nhóm Skathi được dán nhãn

Tất cả các thành viên của nhóm vệ tinh Bắc Âu của Sao Thổ, bao gồm Skathi, chia sẻ các đặc điểm quỹ đạo tương tự. Skathi có quỹ đạo ngược, có nghĩa là vật thể này quay theo hướng ngược lại như quỹ đạo của Sao Thổ.:415Phải mất hơn 725 ngày để hoàn thành một quỹ đạo xung quanh Sao Thổ, và nó làm như vậy ở khoảng cách trung bình 15.576.000 kilômét (9.678.000 dặm). Một chu kỳ quỹ đạo chỉ hơn hai năm là nhanh đối với một vệ tinh bất thường của Sao Thổ, và Skathi hoàn thành một quỹ đạo nhanh hơn bất kỳ mặt trăng thụt lùi nào khác của Sao Thổ ngoại trừ Phoebe.:411.Độ nghiêng quỹ đạo của nó,đại diện cho quỹ đạo nghiêng của nó được so sánh với mặt phẳng mà hầu hết các vật thể quay quanh mặt trời, là 149 ° so với hoàng đạo và 150 ° so với xích đạo của Sao Thổ. Điều này có nghĩa là vệ tinh này quay quanh một góc sắc nét so với hầu hết các vật thể trong Hệ Mặt trời. Skathi cũng có độ lệch tâm quỹ đạo là 0,246. Quỹ đạo tròn có giá trị bằng không; Quỹ đạo của Skathi có hình elip hơn quỹ đạo của nhiều vật thể trong Hệ Mặt trời, chẳng hạn như Trái đất, có độ lệch tâm là 0,016.
Theo một cách nào đó, quỹ đạo của Skathi là điển hình của các mặt trăng bất thường của Sao Thổ,:411 và có một trục bán lớn nhỏ hơn tất cả các mặt trăng thụt lùi khác của Sao Thổ ngoại trừ Phoebe.:419
Thời gian quay của Skathi ban đầu được ước tính là từ 11 đến 12 giờ. Tính đến năm 2019, các phép đo chính xác nhất là các phép đo được thực hiện bởi tàu thăm dò Cassini, xác định thời gian để Skathi xoay quanh trục quay của nó vào lúc 111±002 giờ..

## Tính chất vật lý

Vật thể sáng nhất trong hình ảnh động này được cho là Skathi, được hiển thị di chuyển trên các ngôi sao nền.

Skathi lần đầu tiên được xác định bởi các quan sát trên Trái đất, và phần lớn thông tin về các đặc điểm và thành phần của Skathi đến từ các quan sát được lấy từ Trái đất. Tàu thăm dò Cassini cũng quan sát Skathi trong tám lần từ tháng 3 năm 2011 đến tháng 8 năm 2016. Tuy nhiên, những quan sát này được thực hiện trong một chuyến bay ngang qua ở khoảng cách gần 9,7 triệu kilômét (6 triệu dặm); ngay cả trong những quan sát này, Skathi chỉ là một điểm sáng mờ.
Nó có cường độ quang học rõ ràng là 23,6 từ Trái đất và cường độ thị giác tuyệt đối khoảng 14. vì vậy, nó ít sáng hơn nhiều từ Trái đất so với hàng trăm ngàn vật thể bên ngoài Hệ Mặt trời. Từ Trái đất, nó xuất hiện gần với vật thể sáng hơn nhiều mà nó quay quanh, Sao Thổ, và được cho là có một suất phản chiếu bề mặt thấp khoảng 0,06.:413
Các quan sát của Cassini cho thấy Skathi có đường kính khoảng 8 kilômét (5 dặm). Lượng ánh sáng mà Skathi phản xạ thay đổi đáng kể khi nó quay, điều đó ngụ ý rằng nó là một vật thể có hình dạng bất thường.:418
Nhiều mặt trăng của Sao Thổ bao gồm băng nước và đá, nhưng thành phần hóa học của Skathi chưa được xác định, và nó có thể có thành phần vật lý khác với các mặt trăng khác của Sao Thổ (đặc biệt là vì nó có thể không có nguồn gốc từ vùng lân cận Sao Thổ)Mật độ của Skathi cũng không được biết đến, nhưng các vệ tinh bất thường của Sao Thổ thường không dày đặc, dưới 1 gram trên mỗi cm khối và mật độ thấp được cho là đặc trưng cho hầu hết các vật thể này.:423–424